# Sinești, Vâlcea
Sinești là một xã thuộc hạt Vâlcea, România. Dân số thời điểm năm 2002 là 2683 người.